# 兰兹角
兰兹角（英語：Land's End），或譯地角，位于英国康沃尔郡西南端，为英格兰主陆的最西端，与苏格兰东北端的約翰奧格羅茨（传统认为是大不列颠岛的东北端）相距约1400公里。是英国一处重要的旅游景点。